# Barabás Zsófi
Barabás Zsófi (Budapest, 1980. április 7. –) magyar festőművész.

## Élete
Barabás Zsófi 1980-ban született Budapesten. 2004-ben szerzett diplomát a Magyar Képzőművészeti Egyetemen. Geometrikus és organikus absztrakt festményeivel a kortárs magyar képzőművészet jeles képviselője.
A Magyar Képzőművészeti Egyetem után Pécsen Keserü Ilona volt a mestere, de Cambridge-ben és Tokióban is tanult. Festményei mellett a „Mindenki tud rajzolni” könyvsorozat és több design kollaboráció is a nevéhez fűződik.
2017-es „A létezés pillanatai” elnevezésű tárlatának címe megegyezik Virginia Woolf halála után megjelent önéletrajzi ihletésű novella füzérének címével (eredeti nyelven: Moments of Being). Azokra a kimerevített pillanatokra utal, amikor egy-egy villanásnyira megtapasztaljuk a valóság esszenciáját. A nagyméretű képek személyes történeteket mutatnak be, absztrakt formában.

## Magánélete
Barabás Zsófi igazi művészcsaládban nőtt fel: édesapja Barabás Márton képzőművész, édesanyja Forray Luca, öccsei Barabás Lőrinc zenész és Barabás Benedek szobrász.

## Tanulmányok
- 2022 – Pécsi Tudományegyetem, Művészeti Kar, DLA képzés, mestere: Keserü Ilona[2]
- 2009 – Tokyo University of the Arts (Tokyo Geijutsu Daigaku), Japán, Professzor: Sakaguchi Hirotoshi
- 1999 – 2004 Magyar Képzőművészeti Egyetem, tervezőgrafika, vizuális nevelés, festő szak
- 1998 – Anglia Ruskin University – illusztráció szak, Cambridge
- 1994 – 1998 Képző – és Iparművészeti Szakközépiskola, grafika szak

## Díjak, ösztöndíjak
- 2024 – Artist in Residence, La Maison de Simon, Fontaine-Sous-Jouy, Franciaország[3]
- 2018 – Artist in Residence, Buffalo, New York, USA[4]
- 2014 – Római Magyar Akadémia ösztöndíja, Olaszország
- 2013 – Atelier Frankfurt, Frankfurt város ösztöndíja, Frankfurt am Main, Németország
- 2009 – Monbukagakusho Kutatói Ösztöndíj, Tokió, Japán
- 2006 – Nemzeti Kulturális Alapprogram alkotói ösztöndíja
- 2005 – Artist in Residence, Porvoo, Finnország, Műcsarnok Alapítvány díja, az „Egyhetes“ című kiállításon
- 2003 – Sommerakademie, Salzburg, Ausztria
- 2001 – Erasmus Ösztöndíj, Fachhochschule, Darmstadt, Németország
- 2000 – Artist in Residence, Rauma, Finnország

## Kiállítások

### Egyéni kiállítások
- 2024 – „Ahonnan látni a tengert”, Deák Erika Galéria, Budapest[5]
- 2022 – „Felhők súlya”, Deák Erika Galéria, Budapest
- 2020 – „Kihajtogatott mozdulat”, Deák Erika Galéria, Budapest
- 2018 – „Offspace”, Faur Zsófi Galéria, Budapest (Jussi Nivával)
  - „American Diary”, Buffalo Art Studio, Buffalo, New York, USA
- 2017 – „A létezés pillanatai”, Faur Zsófi Galéria, Budapest
  - „Kiterjesztés”, Alvitr Gallery, Yekaterinburg, Oroszország
  - „Kiterjesztés”, Moszkvai Magyar Intézet, Moszkva, Oroszország
- 2016 – „Játszótér”, Faur Zsófi Galéria, Budapest (Shunsuke Francois Nanjoval)
- 2015 – „Flow”, A38 Hajó kiállítótere, Budapest
  - „Playground”, Wada Fine Arts Gallery, Tokió, Japán (Shunsuke Francois Nanjoval)
- 2014 – „Városi szövettan”, Faur Zsófi Galéria, Budapest
- 2012 – „Nonfigurációk” (Bak Imrével), Faur Zsófi Galéria, Budapest
- 2011 – „Skin-Flesh-Color”,B55 Galéria, Budapest
- 2010 – „Napok térképe”,B55 Galéria, Budapest
- 2009 – „Uenotól Nipporiba”,Mono Galéria, Budapest
  - Raiffeisen Galéria, Budapest
- 2008 – Magyar Intézet, Tallinn, Észtország
  - „A Berlin sorozat”, Mono Galéria, Budapest
  - „Sonja Krasner gyűjteménye”, B55 Galéria, Budapest (Moizer Zsuzsával és Soós Nórával)
- 2007 – Mono Galéria, Budapest
  - Magyar Intézet, U Galéria, Helsinki, Finnország
- 2006 – Fészek Galéria, Budapest
  - „Hommage à Patrick Heron”, Hungarian Cultural Center, London
- 2005 – „Skicc”, Vadnai Galéria, Budapest (Bullás Józseffel)
- 2004 – Vadnai Galéria, Budapest
  - „PÁ”, Magyar Képzőművészeti Egyetem – Aula, Budapest (Moizer Zsuzsával és Soós Nórával)
- 2003 – Vadnai Galéria, Budapest
- 2002 – K.A.S. Galéria, Budapest

### Csoportos kiállítások
- 2022 – „Helyiérték – Új szerzemények”, Ludwig Múzeum – Kortárs Művészeti Múzeum, Budapest
- 2019 – „Barlanghasonlat”, kurátor: Sárvári Zita, Société, Budapest
- 2018 – „Unbound – The unexpected constellation”, kurátor: Sárvári Zita, Hybridart Space, Budapest
- 2017 – „Unfold”, kurátor: Lassla Esquivel, K.A.S. Galéria, Budapest
- 2016 – „Rain Come Down”, kurátor: Petrányi Zsolt, Sara Zanin Galéria, Róma, Olaszország
- 2015 – „Spazi Aperti”, Accademia di Romania, Róma, Olaszország
  - “Aria, Terra, Casa”, Római Magyar Akadémia, Róma, Olaszország
- 2014 – „Utópia”, Art Kura-Biraki, Cino Lab, Fujiyoshida, Japán
  - „Párhuzamok és találkozások”, kiállítás Keserü Ilona tiszteletére, Képtár, Szombathely
  - „Layers – kortárs kollázs kiállítás”, Latarka Galéria, Budapest
- 2011 – „Meditációs tárgyak” Válogatás a Bodnár-Gyűjteményből, Reök, Szeged
- 2010 – „Panno-Panorámák”, Modem, Debrecen
  - Equlior Gyűjtemény, kArton Galéria, Budapest
- 2009 – „Conquering Snow”, Dynamo Art Project, Tokamachi, Niigata, Japán
  - „A Tolerancia Művészete”, Danubiana Meulensteen Art Museum, Pozsony, Szlovákia
- 2008 – DLA kiállítás, Pécsi Galéria, Pécs
  - Re: Friss, KOGArt, Kovács Gábor Művészeti Alapítvány, Budapest
  - „Színerő – Léptékváltás előtt”, Magyar Intézet, Stuttgart, Németország
- 2007 – „Tavaszi játék – Szerelem és derű a festészetben”,
  - Magyar Festők Társasága, MűvészetMalom, Szentendre
  - „Színerő – nagyméretű képek I”, Zsolnay Gyár, Pécs
  - DLA kiállítás, Pécsi Galéria, Pécs
  - „Színerő – nagyméretű képek II”, Zsolnay Gyár, Pécs
  - „Palette”, Galerie Kränzl, Göppingen, Németország
- 2006 – „11 fiatal művész”, Csepel Galéria
  - DLA kiállítás, Pécsi Galéria, Pécs
- 2005 – „Gyűjtemények”, Knoll Galéria, Bécs, Ausztria
  - „Egyhetes”, Műcsarnok, Budapest
- 2004 – „Rajzok”, Lönnströmin Artmuseum, Rauma, Finnország
  - „Friss”, KOGArt, Kovács Gábor Művészeti Alapítvány, Budapest
  - „Energia és ellenérték”, MűvészetMalom, Szentendre
- 2003 – Színkiállítás, Magyar Képzőművészeti Egyetem, Barcsay terem, Budapest
- 2002 – „Flekk”, Cadre Rouge Galéria, Budapest
- 2001 – Kumulusz csoport, Magyar Képzőművészet Egyetem, Aula, Budapest

## Kollaborációk
2017 – Bomo Art x Barabás Zsófi határidőnapló és napló kollekció
2015 – Ruhakollekció Tomcsányi Dórival
2012 – Moizer Zsuzsa – Barabás Zsófi: Mindenki tud rajzolni könyvsorozat, Scolar Kiadó